# Bahaikalendern
Badíkalendern (badi betyder förunderlig, unik, enastående, underbar) eller bahá'í-kalendern, är de bahá'í-troendes kalender. Den har i Västerlandet från 1950-talet till fram till 2014 varit bunden till den gregorianska kalendern och alltid börjat året den 21 mars (Naw-Rúz). Universella Rättvisans Hus beslutade 2014 att badi-kalendern i hela världen från år 172 ska följa den som de iranska bahá'íerna tillämpar i enlighet med den kalender som Báb och Nabíl-i-'Azam tog fram på 1840-talet. Astronomiska mätningar ligger från 2015 till grund för vilka datum bahá'í-helgdagarna infaller på. Det innebär bland annat att bahá'í-nyåret började 21 mars 2015, den 20 mars 2016 och att skottåren inte inträffar samma år som i väst (2018 i stället för det gregorianska 2016). Vidare innebär förändringen att Bábs och Bahá'u'lláhs födelsedagar kommer att inträffa första och andra dagen efter framträdandet av den åttonde nymånen efter Naw-Rúz. De båda religionsgrundarnas födelsedagar inföll för första gången i väst direkt efter varandra - 13 och 14 november 2015, 21-22 oktober 2016, och så vidare.

## Beskrivning och historik
Kalendern initierades av den iranske profeten Báb år 1844, färdigställdes av Nabíl-i-'Azam och bekräftades av Bahá'u'lláh 1863, det vill säga 19 år efter Bábs första framträdande. Ordet al-badi` motsvarar alfa eller "början" i Uppenbarelsebokens resonemang kring alfa och omega (alltings början och fullbordan). Badi är dessutom ett språk – "det underbara språket" – som talades av invånarna på en av Guds många världar. Detta språk hade enligt Bahá'u'lláhs skrivare (amanuens, följeslagare och betjänt) Mirza Aqa Jan och Aqa Muhammad-Hasan-i-Isfani en suggestiv, hypnotisk effekt på åhörarna, och Bahá'u'lláh brukade vid enstaka tillfällen sjunga eller mässa sina verser på badi.,
Kalendern är en solkalender där året indelas i 19 enheter (som kallas "månader", trots att de inte följer månens cykler utan är decinover (nittondelar) som fått namn efter några av Guds egenskaper – "sifater", (صِفَة, på arabiska), alla med 19 dygn som börjar vid solnedgången och inte vid midnatt. Därtill kommer fyra interkalendariska dygn (fem vid skottår) – Ayyám-i-Há – som skjutits in mellan den 18:e och 19:e sifaten. 
Året börjar vid vårdagjämningen, när dag och natt är lika långa över hela jorden och solen är synlig i tolv timmar. Badíkalendern har fastställt nyåret, Naw-Rúz, till den 21 mars, vilket alltså innebär att bahá'í-kalenderns nyårsdag alltid börjar vid solnedgången den 20 mars och slutar vid solnedgången den 21 mars. Bahá'í-året 166 B.E. (Bahá'í Era). Den första aftonen i månaden, vid solnedgången, håller de bahá'í-troende nittondedagsfesten.

## Bakgrund
Genom historien har årets månader och veckans dagar burit namn efter hedniska fester och romerska helgdagar. Báb ersatte dessa med 19 namn på Guds egenskaper (sifater): Prakt, härlighet, skönhet, storhet, ljus, barmhärtighet, ord, fullkomlighet, namn, makt, vilja, kunskap, kraft, tal, frågor, heder, överhöghet, herravälde och upphöjdhet.
Badíkalendern är inte bara ett redskap för att hålla tiden utan har en djup andlig betydelse. Den är ett av tecknen för att bahá'í-tron är en självständig och från shia-islam fullständigt frigjord religion med egna helgdagar och högtider. Talen 9 och 19 har enligt Báb – som konstruerade kalendern – en särskild betydelse. Kalendern, som är en solkalender, tar inte hänsyn till månens faser och är därför inte indelad i 12 månader, utan i 19 tidsperioder som alla består av 19 dygn och som var och en fått namn efter en gudomlig egenskap: "sifat". Kalendern var en av de innovationer i Bábs väckelserörelse som mest retade shahens hov och de shia-muslimska prästerna i Iran med en (hädisk) solkalender. En kalender är en av hörnpelarna i en religion. Ur shia-muslimernas synvinkel försökte dessutom Báb med sina 19 månader och 19 månadsdagar, som han namngav efter Guds egenskaper, överglänsa shia-muslimerna vad gäller hängivenhet.
Kalendern väckte en sådan anstöt i Iran att den inte kunde användas officiellt av de babí-troende. Det var historikern och poeten Nabíl-i-'Azam som på 1860-talet färdigställde kalendern så att den fick sin nuvarande form. Först då bestämdes att de fyra interkalendariska dagarna skulle placeras mellan den 18:e och 19:e månaden och att kalenderns startår skulle vara 1844, då Báb offentliggjorde sin ställning som Guds sändebud och inte 1863 då Bahá'u'lláh proklamerade att han var Den-som-Gud-skall-göra-uppenbarad, som Báb hade profeterat om på 1840-talet. Bahá'u'lláh stadfäste kalendern på 1860-talet, och Shoghi Effendi slog på 1950-talet fast att 21 mars enligt den gregorianska kalendern alltid ska vara badíkalenderns första dag på året. Innan dess följde de troende alltid det exakta klockslaget för vårdagjämningen, vilken olika år inträffar vid olika tidpunkter den 20 - 21 mars.
Bahá'u'lláh namngav kalendern efter en av sina apostlar, Mírzá Áqá Buzurg-i-Nishapuri som fått titeln Badí (som betyder början) och som lidit martyrdöden endast 17 år gammal år 1869. Badí hade bett Bahá'u'lláh, som vid den tiden hölls fängslad i 'Akká i ottomanska Palestina, om att få leverera en av de skrifter som Bahá'u'lláh riktade till världens härskare. Det tog Badí fyra månader att ta sig till fots till Teheran för att överlämna Lawh-i-Sultán till den persiske kungen Nasíri d-Din Shah, som befann sig i sitt sommarpalats. Badí greps och torterades i tre dygn innan han avled av skadorna.

### Året
Året i badíkalendern består av nitton sifater om nitton dagar vardera (det vill säga 361 dagar) med tillägg av inskjutna dagar (4 under vanliga och 5 under skottår). De 19 sifaterna i badíkalendern har alla ett namn, och de 19 dagarna i varje sifat har samma namn. Datum kan beskrivas både i siffror och ord. Bahá'í-årets första dag (1/1) är 1 Bahá'í eller Bahá'í i Bahá'í. Bahá'í-nyåret och fixerades under 1950-talet till den 21 mars, men ska från år 172 (2015) bygga på astronomiska beräkningar av när vårdagjämningen inträffar. Det nya dygnet börjar inte vid midnatt som i Väst utan vid solens nedgång. Det nya året 172 inträdde således när solen gått ned kvällen den 19 mars, från 1950-talet till 2014 kvällen den 20 mars. Bahá'í-eran börjar med året 20 mars 1844. Skrivet med siffror börjar detta första badí-år 0001-01-01 och slutar med 0001-19-19. Bahá'í-årets sista dag (19/19) heter således 'Alá i 'Alá (Upphöjdhet i Upphöjdhet). Bábs tillkännagivande att han var "den utvalde" ägde rum på natten mellan 22 och 23 maj 1844 hemma i hans hus i Shiraz i Persien, det vill säga 0001-04-07 eller den 7 Storhet eller Ord i Storhet – vilket var exakt vad Báb uttalade den kvällen.
Trots att bahá'í-kalendern har tillkommit ganska sent i historien och begreppet 0 varit känt i öst mycket längre än i väst, har det Internationella Bahá'í-samfundet ännu inte kommit fram till om det ska skrivas 0 eller -1 BBE (before the Bahá'í era) för året före det första bahá'í-året. Det är oklart om skrivs dagen före bahá'í-nyåret 1844 ska skrivas 0000-19-19 eller -0001-19-19. Eftersom varken Báb eller historikern Nabíl-i-'Azam har gett året 0 något namn har man liksom de kristna helt enkelt struntat i år noll. Under den tidiga bahá'í-eran användes bahá'í-kalender från och med den 21 mars 1844 och för tiden före detta datum användes den muslimska kalendern.

### Sifaternas dagar respektive dagarna i varje sifat
I badíkalendern finns 19 namngivna sifater, och varje sifat består av 19 namngivna dagar eller gudomliga egenskaper. Sifaterna och dagarna har samma namn. Den första dagen i varje nytt bahá'í-år (1/1) är den 1 Bahá eller dagen Bahá i sifaten Bahá. I den persiska Bayán anger Báb även för varje sifat värden som människan kan koncentrera sig på att utveckla, även om dessa värden förutsätts finnas med året runt, livet ut. Nedanstående tabell visar år 172, följande bahá'í-år kommer nyåret, Naw-Rúz och den 1 Bahá att inträffa 20 mars, den 1 Jalál 8 april, och så vidare. 
| Nr | Sifat/fönster (gudomlig egenskap) | Översättning    | Värde för männi- skan att odla   | Första dagen börjar ª |
| -- | --------------------------------- | --------------- | -------------------------------- | --------------------- |
| 1  | Bahá                              | Praktfullhet    | Lyskraft (tro)                   | 21 mars               |
| 2  | Jalál                             | Härlighet       | Kärlek (glädje)                  | 9 april               |
| 3  | Jamál                             | Skönhet         | Renlighet (ordning)              | 28 april              |
| 4  | 'Azamat                           | Storhet         | Tjänande (mod)                   | 17 maj                |
| 5  | Núr                               | Ljus            | Klarhet (förståelse)             | 5 juni                |
| 6  | Rahmat                            | Barmhärtighet   | Medkänsla (hänsyn)               | 24 juni               |
| 7  | Kalimát                           | Ord             | Vänlighet (tolerans)             | 13 juli               |
| 8  | Kamál                             | Fullkomlighet   | Harmoni (balans)                 | 1 augusti             |
| 9  | Asmá'                             | Namn            | Närhet (tillit)                  | 20 augusti            |
| 10 | 'Izzát                            | Makt            | Rättvisa (visdom)                | 8 september           |
| 11 | Mashíyyat                         | Vilja           | Målmedvetenhet (ansvar)          | 27 september          |
| 12 | 'Ilm                              | Kunskap         | Vetande (kreativitet)            | 16 oktober            |
| 13 | Qudrat                            | Kraft           | Hopp (idealism)                  | 4 november            |
| 14 | Qawl                              | Tal             | Uppriktighet (sanning)           | 23 november           |
| 15 | Masá'il                           | Frågor          | Vetgirighet (tålamod)            | 12 december           |
| 16 | Sharaf                            | Ära             | Ärlighet (pålitlighet)           | 31 december           |
| 17 | Sultán                            | Överhöghet      | Trofasthet (lydnad)              | 19 januari            |
| 18 | Mulk                              | Herravälde      | Avskiljande (självkännedom)      | 7 februari            |
| -  | Ayyam-i-Há                        | Inskjutna dagar | Gränslöshet (essens), Givmildhet | 26 februari - 1 mars  |
| 19 | 'Alá                              | Upphöjdhet      | Självkontroll (måttfullhet)      | 2 mars (fastemånaden) |

ª) Det nya dygnet börjar i praktiken vid solnedgången i badi-kalendern. Det innebär att det nya året egentligen börjar vid solnedgången kvällen den 20 mars, och att nyårsdagen slutar vid solnedgången den 21 mars.
De inskjutna dagarna 26 - 1 mars mellan sifaterna Mulk (herravälde) och 'Alá (upphöjdhet) kallas Ayyám-i-Há. Detta kan översättas som Guds essens dagar, och essens betyder här innersta natur. Dessa fyra dagar (fem vid skottår) har genom åren utvecklats till en period under vilken många bahá'íer festar med familj och vänner, ger varandra gåvor och ägnar sig åt välgörenhet.. Att badíkalendern är en solkalender med skottår och fastställda datum för olika högtider innebär att den är synkroniserad med den gregorianska kalendern
Den sista sifaten, 'Alá, består av 19 dagars fasta, då bahá'íer avhåller sig från mat och dryck från soluppgång till solnedgång.

### Veckan
Badíkalendern har två system som löper parallellt med varandra för att namnge dagar. Förutom de 19 namnen på de 19 dagarna i varje månad har även de sju veckodagarna i varje vecka fått namn. Veckan var inte särskilt viktig för Báb och de övriga skaparna av Badi-kalendern, utan 19-dagarscykeln. Bahá'í-tron har dock anpassat sig efter resten av världen och tillämpar veckor, och man valde att liksom muslimerna göra fredagen till vilodag. Bahá'í-veckan börjar således med lördagar, som döpts till Jalál (härlighet).
| Dag | Arabiskt namn | Översättning  | Veckodag |
| --- | ------------- | ------------- | -------- |
| 1   | Jalál         | Härlighet     | Lördag   |
| 2   | Jamál         | Skönhet       | Söndag   |
| 3   | Kamál         | Fullkomlighet | Måndag   |
| 4   | Fidál         | Nåd           | Tisdag   |
| 5   | 'Idál         | Rättvisa      | Onsdag   |
| 6   | Istijál       | Majestät      | Torsdag  |
| 7   | Istiqlál      | Oberoende     | Fredag   |

Veckans första dag är lördag. Bahá'í-dygnet börjar och slutar vid solnedgången där man befinner sig, varför Universella Rättvisans Hus måste ange särskilda klockslag för när ett dygn ska övergå i ett annat för bahá'í-församlingar som är belägna norr och strax söder om polcirkeln.
Som framgår har några av veckodagarna samma namn som ett antal sifater, vilket kan vara förvirrande. Under 1860-talet diskuterades därför flera alternativ, varav kan nämnas en idé om att låna Bahá'u'lláhs namn på dalarna i hans bok Sju dalar: lördagen Sökande, söndagen Kärlek, vidare Kunskap, Enhet, Förnöjsamhet, Förundran och, fredagen, Helgelse eller Intighet (avskiljande från materiella behov och önskningar). 

## 19- och 361-årscyklerna
Bahá'í-kalendern har en cykel på 19 år som kallas för Vahid (arab. "enhet") och en supercykel på 361 (19×19) år, som kallas Kull-i-Shay (arab. "allting"). Den senaste Vahid i den nuvarande Kull-i-Shay påbörjades 1996, och eftersom det är den nionde Vahid och nio har en speciell innebörd enligt Bábs talmagi, kan 19-årscykeln 1996 – 2014 förmodas ha speciell betydelse enligt Báb. Vad har inte framgått än. Kull-i-Shay 1 började år 1844. Den andra Kull-i-Shay (361-årscykeln) kommer att påbörjas år 2205. 
Det bahá'í-år som inföll mellan 21 mars 2009 och 20 mars 2010 kunde antingen skrivas Vahháb i 9:e Vihad i 1:a Kull-i-Shay 1 eller helt kort 166 B.E (år 166 i bahá'í-eran).
Torsdagen den 24 december 2009 (2009-12-24) är i badíkalendern 
Istijlál (veckodagen Majestät)
Qudrat (månadsdagen Kraft)
Masáil (månaden Frågor)
Vahháb i 9:e Vihad i 1:a Kull-i-Shay (året Frikostig i 9:e cykeln i 1:a supercykeln).
Detta datum kan också skrivas som 1.9.14.15.13 (supercykel 1, cykel 9, år 14 "frikostig", månad 15 "frågor", månadsdag 13 "kraft") eller helt kort 166-15-13 B.E. 
| Nr | Arabiskt namn | Arabiskt tecken | Svensk översättning | 1V   | 2V   | 3V   | 4V   | 5V   | 6V   | 7V   | 8V   | 9V   | 10V  | 11V  | 12V  | 13V  | 14V  | 15V  | 16V  | 17V  | 18V  | 19V  |
| -- | ------------- | --------------- | ------------------- | ---- | ---- | ---- | ---- | ---- | ---- | ---- | ---- | ---- | ---- | ---- | ---- | ---- | ---- | ---- | ---- | ---- | ---- | ---- |
| 1  | Alif          | أﻟﻒ             | A                   | 1844 | 1863 | 1882 | 1901 | 1920 | 1939 | 1958 | 1977 | 1996 | 2015 | 2034 | 2053 | 2072 | 2091 | 2110 | 2129 | 2148 | 2167 | 2186 |
| 2  | Bá’           | باء             | B                   | 1845 | 1864 | 1883 | 1902 | 1921 | 1940 | 1959 | 1978 | 1997 | 2016 | 2035 | 2054 | 2073 | 2092 | 2111 | 2130 | 2149 | 2168 | 2187 |
| 3  | Ab            | أب              | Fader               | 1846 | 1865 | 1884 | 1903 | 1922 | 1941 | 1960 | 1979 | 1998 | 2017 | 2036 | 2055 | 2074 | 2093 | 2112 | 2131 | 2150 | 2169 | 2188 |
| 4  | Dál           | دﺍﻝ             | D                   | 1847 | 1866 | 1885 | 1904 | 1923 | 1942 | 1961 | 1980 | 1999 | 2018 | 2037 | 2056 | 2075 | 2094 | 2113 | 2132 | 2151 | 2170 | 2189 |
| 5  | Báb           | باب             | Port                | 1848 | 1867 | 1886 | 1905 | 1924 | 1943 | 1962 | 1981 | 2000 | 2019 | 2038 | 2057 | 2076 | 2095 | 2114 | 2133 | 2152 | 2171 | 2190 |
| 6  | Váv           | وﺍو             | V                   | 1849 | 1868 | 1887 | 1906 | 1925 | 1944 | 1963 | 1982 | 2001 | 2020 | 2039 | 2058 | 2077 | 2096 | 2115 | 2134 | 2153 | 2172 | 2191 |
| 7  | Abad          | أبد             | Evighet             | 1850 | 1869 | 1888 | 1907 | 1926 | 1945 | 1964 | 1983 | 2002 | 2021 | 2040 | 2059 | 2078 | 2097 | 2116 | 2135 | 2154 | 2173 | 2192 |
| 8  | Jád           | جاد             | Generositet         | 1851 | 1870 | 1889 | 1908 | 1927 | 1946 | 1965 | 1984 | 2003 | 2022 | 2041 | 2060 | 2079 | 2098 | 2117 | 2136 | 2155 | 2174 | 2193 |
| 9  | Bahá'         | بهاء            | Prakt               | 1852 | 1871 | 1890 | 1909 | 1928 | 1947 | 1966 | 1985 | 2004 | 2023 | 2042 | 2061 | 2080 | 2099 | 2118 | 2137 | 2156 | 2175 | 2194 |
| 10 | Ḥubb          | حب              | Kärlek              | 1853 | 1872 | 1891 | 1910 | 1929 | 1948 | 1967 | 1986 | 2005 | 2024 | 2043 | 2062 | 2081 | 2100 | 2119 | 2138 | 2157 | 2176 | 2195 |
| 11 | Bahháj        | بهاج            | Behaglig            | 1854 | 1873 | 1892 | 1911 | 1930 | 1949 | 1968 | 1987 | 2006 | 2025 | 2044 | 2063 | 2082 | 2101 | 2120 | 2139 | 2158 | 2177 | 2196 |
| 12 | Javáb         | جواب            | Svar                | 1855 | 1874 | 1893 | 1912 | 1931 | 1950 | 1969 | 1988 | 2007 | 2026 | 2045 | 2064 | 2083 | 2102 | 2121 | 2140 | 2159 | 2178 | 2197 |
| 13 | Aḥad          | احد             | Enkel               | 1856 | 1875 | 1894 | 1913 | 1932 | 1951 | 1970 | 1989 | 2008 | 2027 | 2046 | 2065 | 2084 | 2103 | 2122 | 2141 | 2160 | 2179 | 2198 |
| 14 | Vahháb        | وﻫﺎب            | Frikostig           | 1857 | 1876 | 1895 | 1914 | 1933 | 1952 | 1971 | 1990 | 2009 | 2028 | 2047 | 2066 | 2085 | 2104 | 2123 | 2142 | 2161 | 2180 | 2199 |
| 15 | Vidád         | وداد            | Kärlek              | 1858 | 1877 | 1896 | 1915 | 1934 | 1953 | 1972 | 1991 | 2010 | 2029 | 2048 | 2067 | 2086 | 2105 | 2124 | 2143 | 2162 | 2181 | 2200 |
| 16 | Badí‘         | بديء            | Början              | 1859 | 1878 | 1897 | 1916 | 1935 | 1954 | 1973 | 1992 | 2011 | 2030 | 2049 | 2068 | 2087 | 2106 | 2125 | 2144 | 2163 | 2182 | 2201 |
| 17 | Bahí          | بهي             | Strålande           | 1860 | 1879 | 1898 | 1917 | 1936 | 1955 | 1974 | 1993 | 2012 | 2031 | 2050 | 2069 | 2088 | 2107 | 2126 | 2145 | 2164 | 2183 | 2202 |
| 18 | Abhá          | ابهى            | Det mest strålande  | 1861 | 1880 | 1899 | 1918 | 1937 | 1956 | 1975 | 1994 | 2013 | 2032 | 2051 | 2070 | 2089 | 2108 | 2127 | 2146 | 2165 | 2184 | 2203 |
| 19 | Váḥid         | واحد            | Enhet               | 1862 | 1881 | 1900 | 1919 | 1938 | 1957 | 1976 | 1995 | 2014 | 2033 | 2052 | 2071 | 2090 | 2109 | 2128 | 2147 | 2166 | 2185 | 2204 |